# أركاري مخطط
أركاري مخطط أو برزبان مخطط (الاسم العلمي: Pteroglossus pluricinctus) (بالإنجليزية: Many-banded Aracari)‏ هو نوع من الطيور يتبع جنس الأركاري من الفصيلة الطوقانية.